# Triptofanska sintaza
Triptofanska sintaza (EC 4.2.1.20, L-triptofanska sintetaza, indolglicerol fosfatna aldolaza, triptofanska desmolaza, triptofanska sintetaza, L-serin hidrolijaza (dodaje indolglicerol-fosfat)) je enzim sa sistematskim imenom L-serin hidrolijaza (adding 1-C-(indol-3-il)glicerol 3-fosfat, L-triptofan and formira gliceraldehid-3-fosfat). Ovaj enzim katalizuje sledeću hemijsku reakciju
-serin + 1-C-(indol-3-il)glicerol 3-fosfat {\displaystyle \rightleftharpoons } -triptofan + gliceraldehid 3-fosfat + H2O (sveukupna reakcija)
(1a) 1-C-(indol-3-il)glicerol 3-fosfat {\displaystyle \rightleftharpoons } indol + gliceraldehid 3-fosfat
(1b) -serin + indol {\displaystyle \rightleftharpoons } -triptofan +2O
Ovaj enzim je piridoksal-fosfatni protein.

## Literatura
- Nicholas C. Price; Lewis Stevens (1999). Fundamentals of Enzymology: The Cell and Molecular Biology of Catalytic Proteins (Third изд.). USA: Oxford University Press. ISBN 019850229X.
- Eric J. Toone (2006). Advances in Enzymology and Related Areas of Molecular Biology, Protein Evolution (Volume 75 изд.). Wiley-Interscience. ISBN 0471205036.
- Branden C; Tooze J. Introduction to Protein Structure. New York, NY: Garland Publishing. ISBN 0-8153-2305-0.
- Irwin H. Segel. Enzyme Kinetics: Behavior and Analysis of Rapid Equilibrium and Steady-State Enzyme Systems (Book 44 изд.). Wiley Classics Library. ISBN 0471303097.

## Spoljašnje veze
- Tryptophan+synthase на 